# ویلیام ارسکین، بارونت دوم
ویلیام ارسکین، بارونت دوم (انگلیسی: Sir William Erskine, 2nd Baronet; ۳۰ مارس ۱۷۷۰ – ۱۴ مهٔ ۱۸۱۳) سیاستمدار و پرسنل نظامی اهل پادشاهی متحد بریتانیای کبیر و ایرلند بود.